# Dinamikus rendszerfejlesztési módszer
A dinamikus rendszer-fejlesztési módszert, (angolul DSDM: Dynamic System Development Method,)  1994-ben hozták létre, miután a RAD-t (Rapid Application Development) használó projektmenedzserek több irányítást és fegyelmet kerestek egy új iteratív munkamódszerhez. Habár az Agilis Kiáltvány 2001-es közzététele előttről származik, mostanra mint agilis módszert emlegetjük és használjuk. 
A DSDM egy olyan módszer, amely a teljes projekt életciklusára összpontosít.
A DSDM filozófiája: „minden projektet egyértelműen meghatározott stratégiai célokhoz kell igazítani, és az üzlet számára tényleges előnyöket biztosító termékek minél hamarabbi szállítására kell összpontosítani.” Ennek a filozófiának a nyolc alapelvvel történő támogatása lehetővé teszi a csapatok számára, hogy fenntartsák a fókuszt és a projekt céljait.

## A DSDM 8 alapelve
- Koncentrálj az üzleti igényre
- Szállíts időben
- Együttműködés
- Minőségből ne engedj
- Lépcsőzetesen építkezz szilárd alapokon
- Fokozatos fejlődés
- Folyamatos és világos kommunikáció
- Demonstrate control (transzparencia)